# Sassofeltrio
Sassofeltrio là một đô thị ở tỉnh Pesaro và Urbino trong vùng Marche, nằm cách 90 km về phía tây bắc của Ancona và khoảng 30 km về phía tây của Pesaro. Tại thời điểm ngày 31 tháng 12 năm 2004, đô thị này có dân số 1.292 và diện tích là 20.9 km².

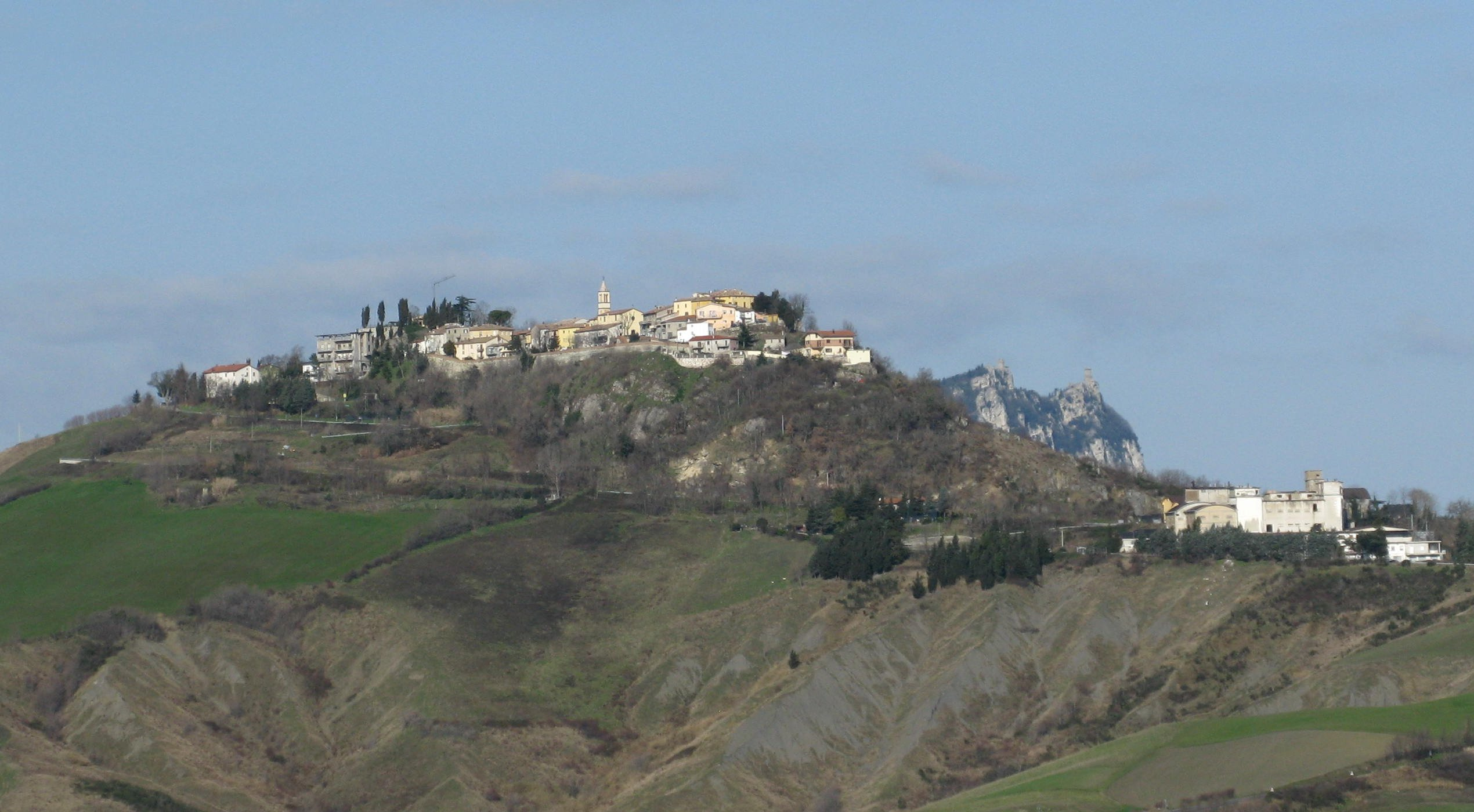
Sassofeltrio

Sassofeltrio giáp các đô thị sau: Chiesanuova (San Marino), Faetano (San Marino), Fiorentino (San Marino), Gemmano, Mercatino Conca, Montegiardino (San Marino), Monte Grimano, Montescudo, San Leo, Verucchio.